# Ukulele Songs
Ukulele Songs es el segundo álbum en solitario del frontman de Pearl Jam Eddie Vedder, fue lanzado el 31 de mayo de 2011, todas las canciones de este álbum son acompañadas por un Ukelele tocado por Vedder.

## Lista de canciones
Todas las canciones escritas y compuestas por Eddie Vedder, except where noted. 
| N.º | Título                                                            | Duración |  |
| 1.  | «Can't Keep»                                                      | 2:35     |  |
| 2.  | «Sleeping by Myself»                                              | 1:54     |  |
| 3.  | «Without You»                                                     | 3:19     |  |
| 4.  | «More Than You Know»                                              | 2:25     |  |
| 5.  | «Goodbye»                                                         | 2:28     |  |
| 6.  | «Broken Heart»                                                    | 2:36     |  |
| 7.  | «Satellite»                                                       | 2:19     |  |
| 8.  | «Longing to Belong»                                               | 2:48     |  |
| 9.  | «Hey Fahkah»                                                      | 0:09     |  |
| 10. | «You're True»                                                     | 3:23     |  |
| 11. | «Light Today»                                                     | 2:41     |  |
| 12. | «Sleepless Nights» (featuring Glen Hansard))                      | 2:39     |  |
| 13. | «Once in a While»                                                 | 1:45     |  |
| 14. | «Waving Palms»                                                    | 0:37     |  |
| 15. | «Tonight You Belong to Me» (featuring Chan Marshall (Cat Power))) | 1:42     |  |
| 16. | «Dream a Little Dream»                                            | 1:29     |  |